# Луганський тепловозобудівний завод
Луганський тепловозобудівний завод — Публ́ічне акціоне́рне товари́ство «Луганськтеплово́з» — підприємство машинобудівної промисловості, що виготовляло магістральні тепловози, дизельні поїзди та електропоїзди.
Луганський паровозобудівний завод був заснований 3 травня 1896 німецьким промисловцем Густавом Гартманом під назвою Російське товариство машинобудівних заводів Гартмана.
ПАТ «Луганськтепловоз» був потужним виробничо-господарським комплексом України, до складу якого входили головне підприємство — тепловозобудівний завод зі своєю виробничою структурою, 7 дочірніх підприємств і 7 відкритих акціонерних товариств.
Основні замовники продукції були — Укрзалізниця та Російські залізниці.
Практично усі вантажні магістральні перевезення на неелектрифікованих ділянках залізниць країн колишнього СРСР здійснюються Луганськими локомотивами.
За останні кілька десятків років створено і побудовано понад 40 типів і модифікацій маневрових, вантажних магістральних і пасажирських тепловозів потужністю від 1471 до 4411 кВт у секції. Усього підприємством створено і поставлено понад 44000 тепловозів, зокрема понад 4000 локомотивів потужністю від 1020 до 2941 кВт у 11 країн Європи, Азії, Африки і Латинської Америки.
Станом на початок лютого 2015, внаслідок війни на сході України, на завод було неможливо доставити комплектуючі деталі з Німеччини і США, в зв'язку з чим робота підприємства була блокована, а на початку березня 2015 «Луганськтепловоз» зупинив свою роботу.

## Власники
Станом на грудень 2023 року кінцевим власником заводу були російські компанії, Кабмін розглядав можливість примусового вилучення підприємства на користь України.

## Історія

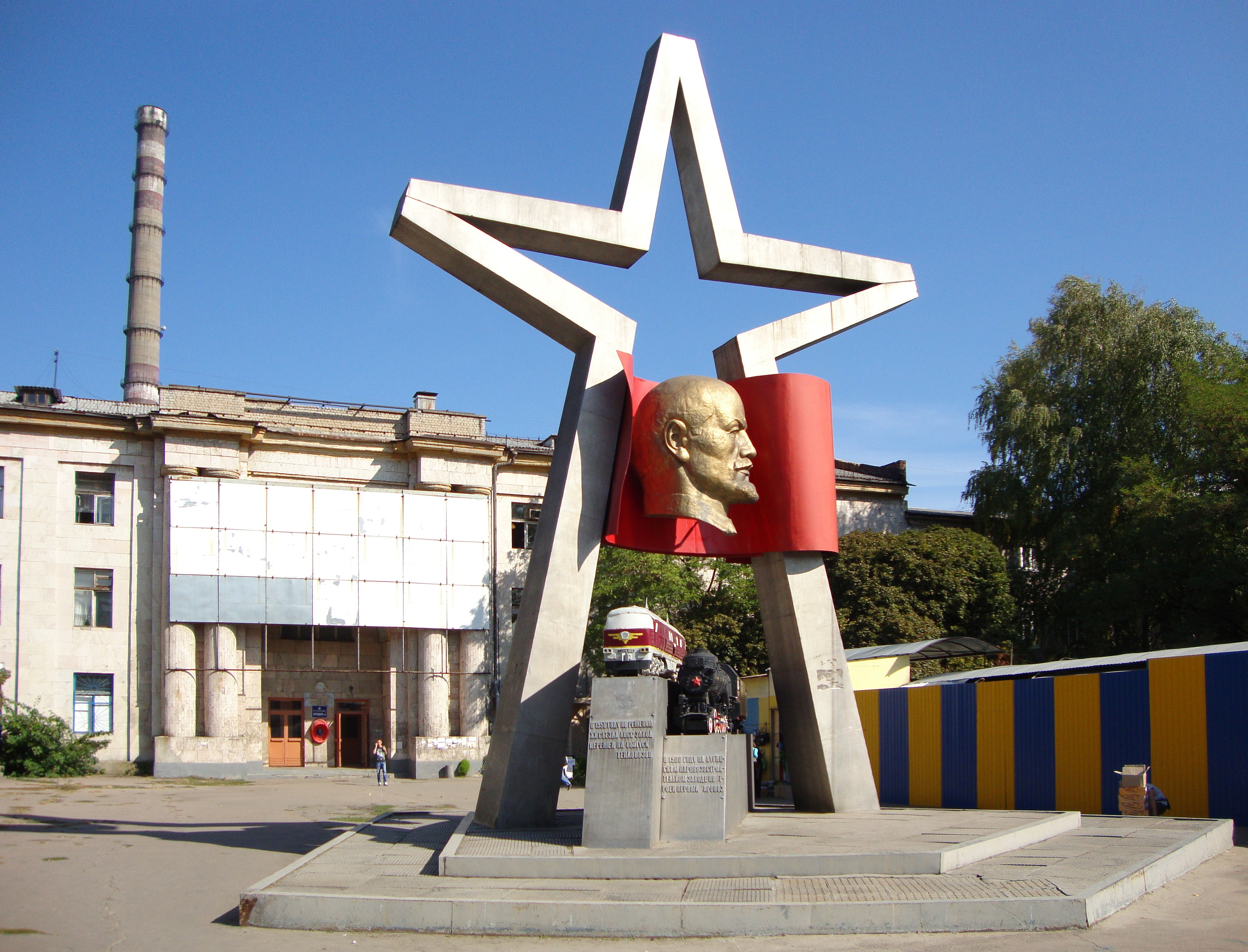
Центральна прохідна «Луганськтепловозу»

Луганський тепловозобудівний завод

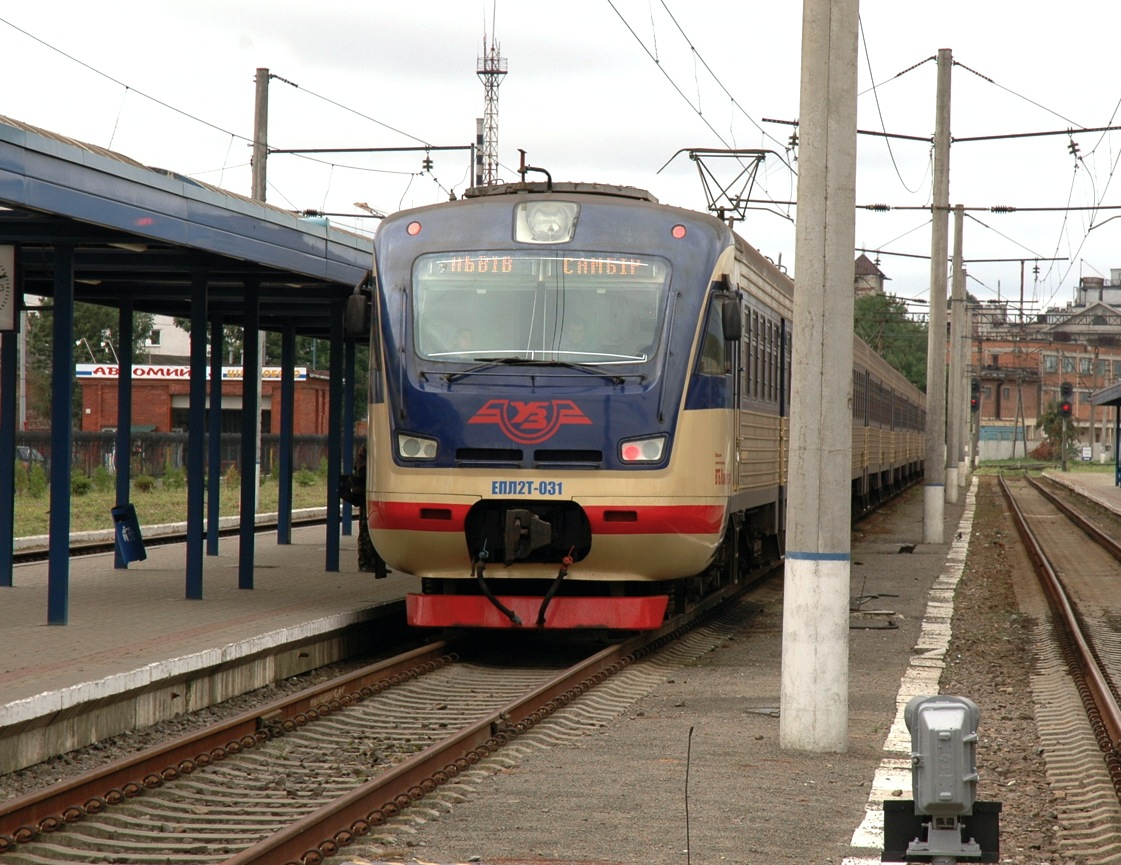
ЕПЛ2Т-031 на приміському вокзалі у Львові

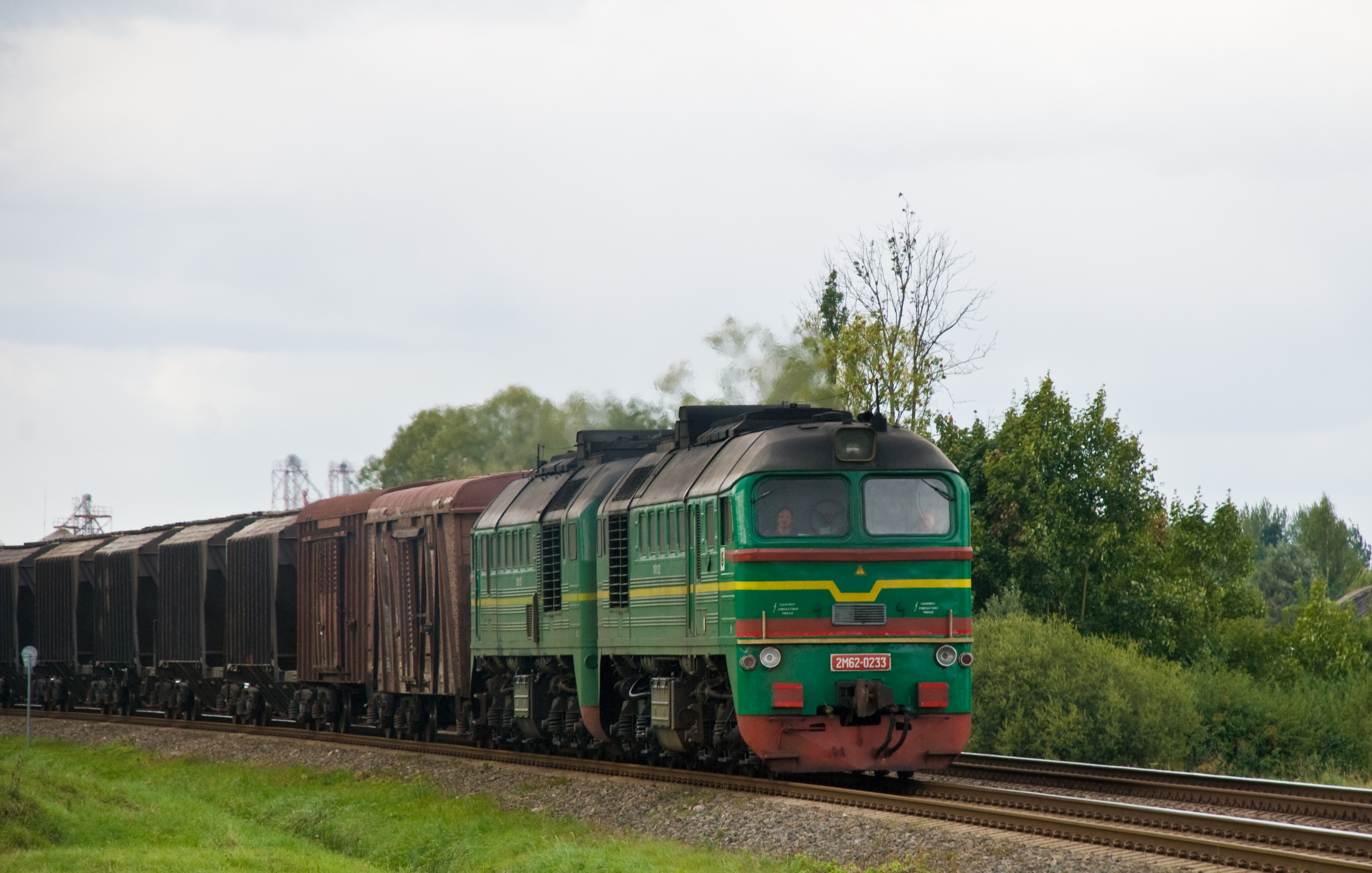
Дизельний локомотив виробництва «Луганськтепловоз»

### Російська імперія
Завод був заснований 3 травня 1896.
1900 був випущений перший паровоз.
1906 завод за своїми виробничими потужностями зрівнявся з такими великими паровозобудівними заводами Російської імперії, як Брянський і Путилівський. Збільшився випуск паровозів. Завод випускав паровози серій: вантажні — «Од», «Ов», «Е», пасажирські — «З» і «Б». Для залучення замовників у всіх економічних районах Російської імперії (від Варшави до Іркутська) були засновані постійні представництва заводу.

### СРСР
Велика реконструкція заводу, здійснена 1928–1933, дала можливість освоїти найпотужніші вантажні локомотиви типу 1-5-1, які назвали «ФД» (на честь Фелікса Дзержинського). За своєю технічною оснащеністю новий завод був на той час найдосконалішим у світі і найбільшим у Європі. У порівнянні зі старим заводом на ньому більш ніж утричі зріс верстатний парк, у 3,5 рази збільшилася сумарна потужність піднімальних кранів. Завод мав власну могутню енергетичну базу. У цей період був освоєний випуск пасажирського локомотива серії «ІС» (Йосип Сталін). За паровози серії «ФД» та «ІС» завод був нагороджений золотою медаллю на виставці в Парижі.
З початком німецько-радянської війни завод перейшов на випуск військової продукції. Після евакуації й окупації заводчани 1943 почали відновлення зруйнованого виробництва.
У жовтні 1945 завод випустив перший повоєнний паровоз серії «СО» (Серго Орджонікідзе).
До 1956 завод спеціалізувався на випуску паровозів. За цей час було виготовлено понад 12000 паровозів різних типів потужністю від 600 до 1800 к. с.

### Тепловози
1956 — побудовано перший тепловоз ТЕ3 за кресленнями Харківського заводу транспортного машинобудування.
19 жовтня 1956 — паровозобудівний завод був перейменований у тепловозобудівний.
1956–1957 — створення й освоєння виробництва маневрових тепловозів з електричною передачею для роботи в умовах тропічного клімату на Бхилайському металургійному комбінаті в Індії. Це були перші тепловози, продані на експорт.
1958–1962 — створення гами магістральних тепловозів з гідропередачею (ТГ101, ТГ102, ТГ105, ТГ106) із секційною потужністю від 1500 до 4000 к. с.
1962 — початок виробництва тепловоза 2ТЕ10Л потужністю 2х3000 к. с. з електричною передачею постійного струму. Тепловози цього типу стали згодом основними для залізниць СРСР, їхня загальна кількість — понад 12 000 секцій. Згодом постійно удосконалювалися технічні параметри, підвищувалася надійність, економічність цього тепловоза, унаслідок чого були створені його модифікації ТЕП10Л, ТЕ10В, ТЕ10М, 4ТЕ10С, ТЕ10У. Тепловоз типу ТЕ10У 1977 одержав державний Знак якості.
1965 — почалося постачання тепловозів серії М62 потужністю 2000 к. с. в Угорську Народну Республіку. Згодом на його базі було створено понад 15 модифікацій для різних країн і регіонів СРСР.
1967 — створений тепловоз ТЕ109, що заклав перспективний ряд нових тепловозів з електричною передачею змінно-постійного струму. Цей тепловоз став згодом основною базовою моделлю за багатьма вузлам і схемам серії тепловозів 07, 130, 131, 132, 142, ТЕ114, що поставлялися на експорт, а також тепловоза 2ТЕ116 для Міністерства шляхів сполучення.
Високі технічні й експлуатаційні показники тепловозів серії 07, 132, 142 були відзначені великими золотими медалями і дипломами на Пловдівській і Лейпцізькій міжнародних ярмарках у 1972, 1974, 1975, а сам завод був відзначений міжнародною премією «Золотий Меркурій» за великий внесок у розвиток міжнародного торговельного співробітництва. Тепловози ТЕ114 і 2ТЕ116 випускалися зі знаком якості.
1977 — розроблений і виготовлений дослідний зразок тепловоза 2ТЕ121 потужністю 2х4000 к. с., який започаткував створення нового ряду локомотивів із секційною потужністю 4000-6000 к. с. із принципово новими конструктивними рішеннями щодо ходових частин (тепловози 2ТЕ121, ТЕ136, 2ТЕ136).
Поряд зі створенням нових типів тепловозів здійснювалася велика пошуково-конструкторська і дослідницька робота з використання на тепловозах електропередачі змінного струму (тепловози ТЕ120, 2ТЕ127), щодо заміни дизельного палива зрідженим природним газом (тепловози 2ТЕ10Г і 2ТЕ116М).
Наприкінці 1970-х була здійснена чергова реконструкція заводу — збудовано нові цехи, технічно переоснащено виробництво, що дало можливість досягти збільшення виробничих потужностей.
У середині 1980-х щомісяця випускалося по 115—120 секцій тепловозів, що було абсолютним досягненням у світі.

### Україна
На початку 1990-х на виробничому об'єднанні «Луганськтепловоз», створеному на базі тепловозобудівного заводу, відбулася організаційно-структурна перебудова.
З 1992 завод переключився на створення й освоєння виробництва нових видів рейкового транспорту для залізниці, міського комунального господарства і гірничорудної промисловості. Роботи здійснювалися в рамках національної програми разом з найбільшими підприємствами України: харківськими заводами «Електроважмаш» і транспортного машинобудування ім. Малишева, Запорізьким НДІ «Перетворювач» та іншими підприємствами й інститутами.
Крім рейкових транспортних засобів, які є основною продукцією підприємства, освоєне виробництво інших видів продукції: поворотного кола для рухомого складу, гірничошахтного устаткування (конвеєр шахтний скребковий, вагонетки, тяговий привід для шахтних електровозів, колісні пари); плавучих транспортних інженерних машин, для забезпечення водних переправ; сільськогосподарського устаткування, споживчих товарів.
19 травня 1995 Президент України видав Указ «Про створення Державної холдингової компанії „Луганськтепловоз“», 3 жовтня Луганський міськвиконком виконав її державну реєстрацію.
Створення компанії мало забезпечити концентрацію сил і коштів головного і дочірнього підприємств, сприяти тіснішій взаємодії і поглибленню виробничо-технологічних зв'язків в інтересах успішного виконання завдань освоєння нових, пріоритетних в Україні і конкурентноздатних видів продукції, прискоренню процесів структурної перебудови.
У 2001 ДХК «Луганськтепловоз» вдалося вийти на беззбиткову діяльність (за підсумками 2000 балансові збитки підприємства досягли 35 млн грн.). Чистий прибуток ДХК за 2001 — 18,9 млн грн. — був спрямований на погашення збитків попередніх років.
У 2002 Міністерство транспорту та зв'язку України і Державна адміністрація залізничного транспорту України забезпечили компанію замовленнями та фінансуванням на 102,3 млн грн. 2002 р. ДХК «Луганськтепловоз» виконала договори про постачання тепловозних вузлів і деталей Коломенському тепловозобудівному заводу на суму 4,3 млн грн., Зеленодольському заводу ім. Горького  — на суму 141 тис. грн.
Для компанії «Мосгортранс» (Москва) підприємство виготовило перший трамвай ЛТ-5 і розпочало його випробування, ще три трамваї виготовлені в першому кварталі 2003 р.
У період з 1997 по 2003 ВАТ «ХК „Луганськтепловоз“» були створені нові види рухомого складу для залізниць:
- уніфікований пасажирський причіпний вагон для приміських перевезень. Виготовлено дослідний зразок 1997 р., прийнятий міжвідомчою комісією і запущений у виробництво;
- дизель-потяг локомотивної тяги ДПЛ1 з модернізованою секцією тепловоза 2М62У і причіпним головним вагоном з кабіною керування. Дослідний зразок, побудований 2001 р., прийнятий міжвідомчою комісією і запущений у виробництво;
- дизель-потяг локомотивної тяги ДПЛ2 з модернізованою секцією тепловоза 2ТЕ116 і причіпним головним вагоном з кабіною керування. Дослідний зразок, побудований 2001 р., прийнятий міжвідомчою комісією і запущений у виробництво;
- дизель-потяг ДЕЛ-01 з електропередачею змінного струму. Дослідний зразок виготовлений 1998 р. У регулярній експлуатації не був, списаний у 2007;
- дизель-потяг ДЕЛ-02 з електропередачею змінного струму, з підрамним розташуванням силового і допоміжного устаткування. Дослідний зразок побудований у 2003. Будується з 2004. Станом на червень 2012 побудовано 6 дизель-поїздів;
- електропоїзд постійного струму ЕПЛ2Т. Дослідний зразок побудований 2001, прийнятий міжвідомчою комісією і запущений у виробництво;
- електропоїзд змінного струму ЕПЛ9Т. Дослідний зразок побудований 2001, прийнятий міжвідомчою комісією і запущений у виробництво;
- вантажо-пасажирський магістральний тепловоз ТЕ114. За своїм конструктивним виконанням може експлуатуватися в умовах тропічного клімату і високої запиленості повітря.

### Війна на сході України
Станом на початок лютого 2015, внаслідок війни на сході України, на завод було неможливо доставити комплектуючі деталі з Німеччини і США, у зв'язку з чим робота підприємства була блокована, а на початку березня 2015 «Луганськтепловоз» зупинив свою роботу. 
Станом на 2023 рік завод був практично розграбованим, із підприємства вивезено корпуси верстатів, верстати, кисневі балони, огорожі.

## Послуги
- ремонт;
- оперативна поставка запасних частин;
- модернізація випущеної продукції.

### Продукція
- тепловози магістральні типу 2ТЕ116, 2ТЕ10У, М62У їхня модернізація і капітально-відновлювальний ремонт, а також запасні частини до них;
- поворотний круг для локомотивних депо віялового типу;
- дизель-поїзд ДЕЛ-01 та дизель-поїзд із локомотивною тягою — ДПЛ (секції тепловоза 2ТЕ116 і М62);
- причіпні вагони приміського пасажирського сполучення для водіння модернізованими тепловозами 2ТЕ116 і 2М62;
- електропоїзди постійного і змінного струму, устаткування гірничо-шахтне (скребковий конвеєр, мотовіз, вагонетки для перевезення людей);
- плаваючі гусеничні транспортери;
- трамваї.

## Нагороди
За паровози серії «ФД» та «ІС» завод був нагороджений золотою медаллю на виставці в Парижі.
За успішне виконання завдань уряду з відбудови заводу й організацію випуску важливої продукції для народного господарства, у зв'язку з 50-річчям завод наказом Президії Верховної Ради СРСР від 7 червня 1947 був нагороджений орденом Леніна.
1971 рік — завод нагороджений Орденом Жовтневої Революції за створення й освоєння виробництва магістральних тепловозів.
1977 рік — тепловоз ТЕ10У одержав Державний знак якості СРСР.
Луганські тепловози відзначені медалями та дипломами на міжнародних виставках в Пловдиві та Лейпцизі, а саме підприємство удостоєне міжнародної премії «Золотий меркурій».

### Управляючі, Директори Луганського паровозобудівного (тепловозобудівного) заводу
- 1896–1898 — Андерсон Джейк (Я.І.)
- 1898–1904 — Трек Г.В.
- 1904–1918 — Хржановський Казимир Ксаверійович
- 1920–1924 — Шмиров Іван Іванович
- 1924–1927 — Головушкін М.А.
- 1927–1928 — Черенов М.Л.
- 1928–1929 — Бєлов О.В.
- 1930–1930 — Гончаров Г.С.
- 1930–1933 — Сурков М.А.
- 1933–1935 — Куріцин Василь Іванович
- 1935–1937 — Шейнман Ілля Борисович
- 1937–1938 — Чумичев Микола Семенович
- 1938–1939 — Апостолов М.Т.
- 1939–1939 — Євсюков І.Т.
- 1939–1943 — Веллер Валентин Абрамович
- 1943–1943 — Іванов М.К.
- 1943–1946 — Нечай І.П.
- 1946–1947 — Задорожний К.О.
- 1947–1952 — Веллер Валентин Абрамович
- 1952–1965 — Сорока Павло Антонович
- 1965–1976 — Турик Микола Антонович
- 1976–1987 — Сухов Ігор Миколайович
- 1987–1994 — Квасов Володимир Ілліч
- 1994–2000 — Свиридов Євген Якович
- 2000–2002 — Мельников Микола Петрович
- 2002–2011 — Бикадоров Віктор Петрович
- 2011–2012 — Міхеєв Сергій Олександрович
- 2012–2014 — Цеснек Павел
- 2014–2016 — Карпов Петро Миколайович
- 2016–     — Костюченко Дмитро Миколайович